# Ходжес, Джордж
Джордж Ходжес (англ. George Hodges) (? — 3 августа 2010) — популяризатор сёги, доработавший кифу для множества вариантов этой игры.

## Биография
Изучил сёги по книге Тревора Леггета «Сёги: японская стратегическая игра» (англ. Shogi: japan’s game of strategy) (1966). Предполагая, что жителям Запада понравятся сёги, организовал создание западных наборов и импортировал традиционные наборы из Японии. С помощью Глиндона Таунхилла (англ. Glyndon Townhill) он разработал общепринятую английскую нотацию игры сёги, которая до сих пор используется во всём мире. Разработал нотацию множества вариантов сёги на латинице, среди которых, например, киото сёги, тю сёги, дай сёги, дай дай сёги, мака дай дай сёги.
В 1975 основал The Shogi Association (TSA), а в январе 1976 года представил миру журнал Shogi на английском языке, выходивший два раза в месяц. По словам Ходжеса, это был «первый журнал, напечатанный на английском языке и полностью посвящённый великой шахматной игре Японии». Он опубликовал 70 выпусков, наполненных новостями и переведёнными статьями из Японии, хотя число подписчиков никогда не превышало 150 человек. Ещё он финансировал турниры и ассоциацию сёги, тратя на них деньги практически без финансовой отдачи. Теруичи Аоно, игрок 9-го дана, встречавшийся с ним в середине 1980-х, был впечатлён тем, что он не только проводит турниры, но и занимается изучением истории и правил, а также изготовлением игровых наборов, фигур и сёгибанов, малоизвестных даже в Японии вариантов игры. При этом функционер шахматного движения и политик Сэмюэл Ховард Слоан в 1995 году оставил противоречивые воспоминания о его взглядах.
Скончался после непродолжительной болезни, похороны состоялись 16 августа 2010 года. Шахматный гроссмейстер и первый неяпонский сёгист, достигший 5 дана ФЕСА Ларри Кауфман написал, что без его публикаций, он едва ли бы взялся за эту игру, и что его будут помнить долго.

## Публикации
- «Руководство по средним сёги» (англ. Middle shogi manual). Бромли, 1992. OCLC 68522194.[11][12]